# Adi Stadler
Adolf "Adi" Stadler (Prien Chie, 12 de abril de 1964 ) fue un piloto de motociclismo alemán.

## Biografía
Stadler se proclamó Campeón de Europa en la categoría de 125 cc en 1987. Anteriormente 1985 hizo su debut en el Campeonato del Mundo de Motociclismo. Su temporada más exitosa fue en 1988 cuando finalizó en séptimo lugar en la categoría de 125cc.
Una vez retirado siguió ligado al mundo de las motos. Actualmente, es director técnico del equipo Honda HRC y también promueve una escuela de jóvenes talentos del motociclismo.

## Resultados

### Campeonato del Mundo de Motociclismo

#### Carreras por año
Sistema de puntos desde 1969 a 1987:
| Posición | 1.º | 2.º | 3.º | 4.º | 5.º | 6.º | 7.º | 8.º | 9.º | 10.º |
| Puntos   | 15  | 12  | 10  | 8   | 6   | 5   | 4   | 3   | 2   | 1    |

Sistema de puntos desde 1988 a 1992:
| Posición | 1.º | 2.º | 3.º | 4.º | 5.º | 6.º | 7.º | 8.º | 9.º | 10.º | 11.º | 12.º | 13.º | 14.º | 15.º |
| Puntos   | 20  | 17  | 15  | 13  | 11  | 10  | 9   | 8   | 7   | 6    | 5    | 4    | 3    | 2    | 1    |

(Carreras en negrita indica pole position, carreras en cursiva indica vuelta rápida)
| Año  | Clase | Moto     | 1       | 2       | 3       | 4       | 5      | 6       | 7       | 8       | 9       | 10      | 11      | 12      | 13      | 14     | 15    | Pts. | Pos. |
| ---- | ----- | -------- | ------- | ------- | ------- | ------- | ------ | ------- | ------- | ------- | ------- | ------- | ------- | ------- | ------- | ------ | ----- | ---- | ---- |
| 1985 | 125cc | MBA      |         | ESP Ret | GER Ret | NAT -   | AUT 24 |         | NED 17  | BEL 19  | FRA Ret | GBR -   | SWE -   | RSM 25  |         |        |       | 0    | -    |
| 1986 | 125cc | MBA      | ESP -   | NAT 14  | GER 17  | AUT 10  |        | NED -   | BEL -   | FRA Ret | GBR -   | SWE 8   | RSM 10  |         |         |        |       | 6    | 17.º |
| 1987 | 125cc | MBA      |         | ESP Ret | GER 9   | NAT 14  | AUT 7  |         | NED 12  | FRA 11  | GBR Ret | SWE Ret | CZE Ret | RSM Ret | POR 8   |        |       | 9    | 16.º |
| 1988 | 125cc | Honda    |         |         | ESP 5   |         | NAT 8  | GER Ret | AUT 11  | NED 10  | BEL 13  | YUG 7   | FRA 9   | GBR Ret | SWE 5   | CZE 13 |       | 63   | 7.º  |
| 1989 | 125cc | Honda    | JPN 15  | AUS 10  |         | ESP 12  | NAT 8  | GER 8   | AUT Ret |         | NED Ret | BEL 8   | FRA 11  | GBR 9   | SWE Ret | CZE 10 |       | 53   | 11.º |
| 1990 | 125cc | JJ Cobas | JPN 9   |         | ESP 9   | NAT Ret | GER 9  | AUT 7   | YUG 7   | NED 3   | BEL 7   | FRA Ret | GBR 12  | SWE 6   | CZE Ret | HUN -  | AUS - | 77   | 11.º |
| 1991 | 125cc | JJ Cobas | JPN 10  | AUS Ret |         | ESP 13  | ITA 12 | GER Ret | AUT 8   | EUR 7   | NED 9   | FRA 15  | GBR Ret | RSM 15  | CZE 9   |        | MAL 6 | 56   | 12.º |
| 1992 | 250cc | Honda    | JPN Ret | AUS Ret | MAL 17  | ESP Ret | ITA 18 | EUR 18  | GER 17  | NED Ret | HUN 24  | FRA 18  | GBR Ret | BRA 26  | RSA Ret |        |       | 0    | -    |
| 1993 | 250cc | Honda    | AUS -   | MAL -   | JPN -   | ESP -   | AUT -  | GER 17  | NED -   | EUR -   | RSM -   | GBR -   | CZE -   | ITA -   | USA -   | FIM -  |       | 0    | -    |
| 1994 | 250cc | Honda    | AUS Ret | MAL 15  | JPN 14  | ESP Ret | AUT 13 | GER 15  | NED 15  | ITA 18  | FRA 17  | GBR 18  | CZE Ret | USA Ret | ARG 18  | EUR 19 |       | 8    | 27.º |
| 1995 | 250cc | Aprilia  | AUS 16  | MAL 16  | JPN Ret | ESP 18  | GER 16 | ITA Ret | NED 13  | FRA 16  | GBR 18  | CZE 16  | BRA 20  | ARG Ret | EUR Ret |        |       | 7    | 25.º |